# Черепанов, Никита Вадимович
Никита Вадимович Черепанов (род. 19 ноября 1995, Ярославль) — российский хоккеист, защитник. Мастер спорта России (2023).

## Биография
С шести лет стал заниматься в спортивной школе ярославского «Локомотива».
Первый тренер Александр Савчак. В октябре 2011 года дебютировал в первенстве МХЛ за «Локо». В сезоне 2014/15 также играл в ВХЛ за ХК «Рязань». 19 августа 2015 года был обменян в «Амур». 1 сентября дебютировал в КХЛ в гостевом матче против «Витязя» (1:2). 11 мая 2016 года был обменян обратно на денежную компенсацию, 9 сентября перешёл в «Ак Барс». 31 октября вернулся обратно в «Локомотив».
7 ноября 2019 года дебютировал в составе сборной России в матче против Финляндии (3:4) на Кубке Карьяла.  
Весной 2025 года выиграл Кубок Гагарина.

## Достижения
- Обладатель Кубка Гагарина: 2025
- Бронзовый призер чемпионата России (2017).
- Серебряный призер чемпионата мира среди молодежи (2015).
- Бронзовый призер чемпионата МХЛ (2015).
- Чемпион всемирной Универсиады (2015).

## Статистика
| Легенда | Легенда                    | Легенда | Легенда                   | Легенда | Легенда    |
| ------- | -------------------------- | ------- | ------------------------- | ------- | ---------- |
| И       | Количество проведённых игр | Штр     | Штрафное время            | +/−     | Плюс-минус |
| Г       | Голы                       | П       | Голевые передачи          | О       | Очки       |
| -       | Статистика неизвестна      | —       | Статистика не учитывалась |         |            |